# Gamaliel III
Gamaliel III (en hebreo: רבן גמליאל ברבי) Rabban Gamaliel III, su padre fue llamado Rabeinu HaKadosh. Su padre fue Judá el Príncipe (en hebreo: Yehudah Hanasí; también conocido como Judá I). Lo nombró su sucesor como Nasí y Príncipe del Sanedrín. Vivió en el siglo III d. C.. Poco se sabe a ciencia cierta, acerca de sus actividades, pero es probable que la revisión de la Mishná se completara durante su época. Fue el padre de Judá II.

## Frases famosas
"Bueno es el estudio de la Torá junto con el trabajo en un oficio, ya que la práctica de ambos hace que el pecado sea olvidado. De hecho, todo el estudio de la Torá que no está acompañado por el ejercicio de un trabajo mundano, está destinado a terminar y a causar el pecado."
"Aquellos que trabajan para la comunidad deben hacerlo por el bien del Cielo (por ejemplo, de manera altruista), porque entonces el mérito de sus antepasados los ayudará, y su justicia durará por siempre. Les ofreceré un gran premio, Como si lo hubieran hecho ustedes mismos."
"Ten cuidado con los que tienen autoridad, ya que dejarán que una persona se acerque a ellos solo para sus propios fines; actúan como amigos cuando les conviene, y no apoyarán a nadie en su hora de necesidad."
"Haz que su voluntad sea la tuya. Haz que tu voluntad sea la suya. Anula tu voluntad frente a la suya, y él anulará la voluntad de los demás frente a la tuya".
"Quien tenga compasión por las criaturas de Dios recibirá compasión del Cielo, y quien no tenga compasión por las criaturas de Dios, no recibirá compasión del Cielo".